# (454350) Paolaamico
(454350) Paolaamico est un astéroïde de la ceinture principale.

## Description
(454350) Paolaamico est un astéroïde de la ceinture principale. Il fut découvert le 30 avril 2010 aux États-Unis par le programme WISE. Il présente une orbite caractérisée par un demi-grand axe de 2,57 UA, une excentricité de 0,18 et une inclinaison de 12,2° par rapport à l'écliptique.